# وعلان بهي
وعلان بهي (الاسم العلمي:Commelina bella) هو نوع من النباتات يتبع جنس الوعلان من الفصيلة الوعلانية.